# Шалм инчу
Шалм-инчу − бывший хутор в Новолакском районе Дагестана. Другой вариант названия Чалм-Ине (Чалм Iине).

## География
Хутор находился к западу от села Новолакское.

## История
С вайнахского Шалм инчу переводится, как «Шалм (где) жил». Чалм Ине переводится как «Чалм лощине к». Возможно, название происходит не от имени собственного, а от слова шалмаз — прополис, это может указывать на занятие жителей пчеловодством. В 1926 году в этом хуторе еще проживало пять семей чеченцев-аккинцев.
Хутор был ликвидирован в 1930-х годах, владельцы были раскулачены, а частью репрессированы. Сулейманов ссылается на постановление «О ликвидации хуторской системы», окончательно ликвидировавшее систему хуторских поселений в 1958 году.